# Пикша
Пикшата (Melanogrammus aeglefinus) е вид лъчеперка от семейство Gadidae - трескоподобни. Латинското наименование на рода произлиза от гръцките μαύρο — черен и γραμμή — линия, което отразява цветът на страничната линия на тялото на рибата. В зрялост пикшата достига дължина на тялото 112 см. Видът е уязвим и сериозно застрашен от изчезване, но е и важна промишлена риба.

## Разпространение
Разпространена е в северните морета на Атлантическия и Северния Ледовит океани: Белгия, Великобритания, Гренландия, Дания, Ирландия, Исландия, Испания, Канада, Латвия, Литва, Нидерландия, Норвегия, Полша, Русия, САЩ, Свалбард и Ян Майен, Фарьорски острови, Франция и Швеция.

## Местообитание и начин на живот
Пикшата се храни с дънни безгръбначни като червеи, ракообразни, миди, иглокожи. Важна съставна част от храната ѝ е хайверът, който е различен в зависимост от местообитаването. В Северно море пикшата се храни с хайвер от селда (херинга), а в Баренцово – с хайвера и малките на мойвата (Mallotus villosus).
Пикшата вирее в солени морета със соленост 32 – 33 ‰. Обитава както дъното, така и средните слоеве на водата. Образува големи пасажи. Движи се на дълбочина от 60 – 650 м при температура на водата от 2 – 10 °С. Към такъв начин на живот младата пикша преминава след едногодишна възраст, като преди това достига максимум 100 м.
Днес разпространението на пикшата е силно стеснено, което се обяснява с обезсоляването на морската вода.

## Опазване
Международният съюз за защита на природата  дава на пикшата статут на уязвим вид. През 2010 година Грийнпийс вписва пикшата в „Червения списък на световно застрашените видове“, от употребата на които е препоръчително да се въздържаме, за да не засилваме вредата, нанасяна на екосистемата.